# Mame-Marie Sy-Diop
Mame-Marie Sy-Diop est une joueuse franco-sénégalaise de basket-ball née le 25 mars 1985 à Dakar (Sénégal).

## Biographie
Issue d'une famille très sportive (ses sœurs Anta Sy, Sokhna Lycka Sy sont aussi des basketteuses réputées.
), elle quitte le Sénégal à l'âge de 16 ans et intègre le club de Arras.
Elle évolue à Reims pendant 3 ans.
Elle est arrivée à Nantes pour la 5e journée de LFB en raison des difficultés financières de son ancien club de Reims. Bien que tentée par une expérience hors de l'hexagone, elle signe à Nantes avant le Championnat d'Afrique.
Internationale sénégalaise, elle a été une pièce maîtresse du titre de championne d'Afrique décroché à l'été 2009 qui qualifie le Sénégal pour le Mondial 2010. Sa sœur aînée Anta Sy est également internationale sénégalaise.
Après plusieurs saisons à Lyon, elle quitte le club en mai 2014.
Après une année consacrée à la maternité, elle revient à la compétition pour remporter l'or au championnat d'Afrique 2015 (8,8 points, 5,6 rebonds et 2,9 passes décisives) puis avec le club français de Montpellier, où elle remplace Mistie Bass. Montpellier remporte la Coupe de France et le championnat de France face à Bourges.
En 2015-2016, Montpellier remporte la Coupe de France et le championnat de France face à Bourges. Après une saison LFB à 8,4 points, 3,7 rebonds de moyenne pour 9,9 d'évaluation,elle rejoint l'équipe de Villeneuve-d'Ascq qualifiée pour l'Euroligue. 
En 2017, elle remporte avec Villeneuve-d'Ascq  son premier titre de championne de France face à Lattes Montpellier. Elle n'est d'abord pas conservée par Villeneuve-d'Ascq pour la saison LFB 2019-2020, mais des blessures amènent leclub à faire de nouveau appel à lui.

## Palmarès
- Vainqueur de Challenge Round 2014[10]
- Vice-Championne d'Afrique en 2011
- Vainqueur du Challenge Round 2010 et 2011
- Championne d'Afrique en 2009
- Championne de France NF1 en 2007
- Championne de France NF1 en 2006
- Vainqueur de la Coupe de France cadettes en 2003 - MVP du tournoi
- Vainqueur de la Coupe de France cadettes en 2002
- Coupe de France 2016[11]
- Championne de France 2016[6] et 2017[8].

### Sélection nationale
- Championnat d'Afrique de basket-ball féminin
  -  Médaille d'or du Championnat d'Afrique Madagascar 2009
  -  Médaille d'argent du Championnat d'Afrique Mali 2011
  -  Médaille de bronze du Championnat d'Afrique Mozambique 2013
  -  Médaille d'or du Championnat d'Afrique Cameroun 2015
  -  Vice-championne d'Afrique en 2017
- Médaille d'argent au championnat d'Afrique 2019
- Jeux africains
  -  Médaille d'or aux Jeux africains de 2011